# Гомила при Когу
Гомила при Когу (словен. Gomila pri Kogu) је насељено место у општини Ормож, Подравска регија, Словенија.

## Историја
До територијалне реорганизације у Словенији била је у саставу старе општине Ормож.

## Становништво
У попису становништва из 2011. године, Гомила при Когу је имала 152 становника.
| Број становника према пописима | Број становника према пописима | Број становника према пописима |
| ------------------------------ | ------------------------------ | ------------------------------ |
| 1991                           | 2002                           | 2011                           |
| 154                            | 175                            | 152                            |

Напомена: До 1955. исказивано под именом Гомила.